# Stanton Long
Stanton Long est une paroisse civile et un village du Shropshire, en Angleterre.